# Nanodromia elongata
Nanodromia elongata är en tvåvingeart som beskrevs av Patrick Grootaert 1994. Nanodromia elongata ingår i släktet Nanodromia och familjen puckeldansflugor. Inga underarter finns listade i Catalogue of Life.